# كيني وآدامز (فلم)
كيني وآدامز (بالفرنسية: Kini and Adams)، هُو فيلم دراما بوركينابي أخرجه إدريسا ويدراوغو. صُورت مشاهد الفيلم بالكامل في زيمبابوي باللغة الإنجليزية.

## طاقم التمثيل
- فوسي كونيني في دور كيني.
- دافيد مولوكي في دور آدامز.
- نثاتي موشيش في دور عايدة.
- جون كاني في دور بين.
- نيتسايي تشيغويندري في دور بينجا.
- فيدليس شيزا في دور تابيرا.
- سيبونجيل ملامبو في دور بونجي.

## وصلات خارجية
- مقالات تستعمل روابط فنية بلا صلة مع ويكي بيانات